# Amir Khan (bokser)
Amir Iqbal Khan (Bolton, 8 december 1986) is een Britse bokser. Hij vecht in de weltergewicht klasse. Hij hield in het verleden de WBA- en IBF-Super-lichtgewicht titel. Hij behaalde op 17-jarige leeftijd een zilveren medaille op de Olympische Spelen van 2004.

## Amateurcarrière
Amir begon op 11-jarige leeftijd met boksen en won medailles op diverse jeugdkampioenschappen. In 2004 behaalde hij een zilveren medaille op de Olympische Spelen. Hij verloor in de finale van de Cubaan Mario Kindelán. Met zijn 17 jaar is hij de jongste Britse medaillewinnaar in het boksen ooit. Een jaar later stapte hij over naar de profs. In zijn laatste amateurwedstrijd versloeg hij Mario Kindelán.

## Profcarrière
Op 16 juli 2005 maakte Amir Khan zijn profdebuut in het lichtgewicht. Hij versloeg de Engelsman David Bailey op TKO in de 1e ronde. Hij won al snel de Engelse titel in het lichtgewicht en bleef zijn eerste 18 wedstrijden ongeslagen. In zijn 19e partij verloor hij verrassend binnen een minuut op KO van de Colombiaan Breidis Prescott. Hij herpakt zicht en besluit over te stappen naar het superlichtgewicht. Een jaar na zijn nederlaag pakt hij op 22-jarige leeftijd zijn eerste wereldtitel. Hij wint de WBA superlichtgewicht-titel door Andriy Kotelnik uit Oekraïne op punten te verslaan. Hij wint ook de IBF titel door Zab Judah te verslaan.

### Amir Khan vs Lamont Peterson
Op 10 december 2011 verdedigde Amir Khan zijn beide wereldtitels tegen de Amerikaan Lamont Peterson. Peterson incasseerde een knock-down en Khan kreeg 2 strafpunten in mindering voor het duwen van zijn tegenstander. Na 12 rondes is de jury verdeeld. Een van de juyleden wijst Khan aan als winnaar. De andere 2 verkiezen Peterson tot winnaar. Khan verliest beide titels. Een rematch wordt al snel gebeoekt, maar vervalt wanneer bekend wordt dat Lamont Peterson positief heeft getest op doping. Khan krijgt hierna zijn WBA-titel terug.
Hij verdedigt zijn titel op 14 juli 2012 tegen de ongeslagen Amerikaan Danny Garcia die te sterk voor hem blijkt. Hij verliest op TKO in de 4e ronde. Hij stapt hierna over naar het weltergwicht, omdat hij een gevecht wil tegen Floyd Mayweather of Manny Pacquiao. Helaas lukte het zijn manager tot op heden niet om dit te regelen. Hij is nog ongeslagen als weltergewicht en bokste zijn laatste partij op 29 mei 2015. Hij won overtuigend op punten van de Amerikaan Chris Algieri. Hij vecht op 7 mei 2016 voor de WBC middengewicht titel tegen Saúl Álvarez

## Persoonlijk
Amir Khan heeft zijn roots in Pakistan. Hij is een moslim. Hij doet veel aan liefdadigheid voor moslims in Azië, zoals het inzamelen van geld voor de tsunami van 2004 en de orkaan Haiyan op de Filipijnen.
Hij is getrouwd en vader van een dochter. Ook zijn jongere broer Haroon is prof-bokser.